# سلطان بن أحمد القاسمي
سلطان بن أحمد القاسمي (1980-)، نائب حاكم إمارة الشارقة في دولة الإمارات العربية المتحدة ونائب رئيس المجلس التنفيذي، ورئيس مجلس الشارقة للإعلام ورئيس شركة بترول الشارقة الوطنية منذ عام 2010.
في ديسمبر 2021، أصدر الشيخ سلطان بن محمد القاسمي مرسومُا بتعيينه رئيسًا لجامعة الشارقة.

## التعليم
حصل على درجة بكالوريوس في العلوم في إدارة الأعمال من جامعة ولاية أركنساس في الولايات المتحدة الأمريكية، ودرجة الماجستير في نظم المعلومات الحاسوبية من جامعة ديترويت ميرسي في ميشيغان بالولايات المتحدة.

## المناصب
يترأس الشيخ سلطان مجموعة بسمة منذ 2005، ومجلس إدارة شركة تلال العقارية منذ 2014، ومجلس إدارة شركة أرادَ للتطوير العقاري منذ 2017، كما يتولى رئاسة مجلس إدارة بنك الاستثمار منذ 2019.
تَقلَّد العديد من المناصب القيادية المهمة في إمارة الشارقة أبرزها منصب رئيس مجلس إدارة شركة أنابيب الشارقة “أنابيب” “2003-2019″، ونائب رئيس مجلس إدارة شركة بترول الشارقة الوطنية المحدودة “2004-2011″، وعضو مجلس إدارة دانة غاز “2005-2019″، ونائب رئيس مجلس إدارة نادي الشارقة للفروسية والسباق “2002-2011″، ورئيس هيئة الإنماء التجاري والسياحي في الشارقة “2006-2012”، ورئيس مجلس إدارة شركة “الكوكب الأخضر” منذ عام 2005، ورئاسة مجلس إدارة شركة النفايات الطبية والخطرة “وقاية” منذ عام 2010.
كما ساهم في تأسيس مجلس الشارقة للإعلام، ومدينة الشارقة للإعلام “شمس”، والمكتب الإعلامي لحكومة الشارقة (مركز الشارقة الإعلامي سابقًا)، وإعادة هيكلة هيئة الشارقة للإذاعة والتلفزيون، وتأسيس قنوات جديدة منها “الشرقية” التي تبثُّ من كلباء و”الوسطى” تبثُّ من الذيد، بالإضافة إلى تأسيس إذاعات جديدة، منها: إذاعة القرآن الكريم وإذاعة بلس 95 وإذاعة وتر. كما أسس موقع الشارقة 24 الإلكتروني الإخباري عام 2015، وأطلق أول وأكبر منصة إعلامية رقمية “أومنيس ميديا” في عام 2017.
أطلق مبادرات رائدة والأولى من نوعها على مستوى المنطقة، أهمها: المنتدى الدولي للاتصال الحكومي عام 2012، وجائزة الشارقة للاتصال الحكومي عام 2013، والمهرجان الدولي للتصوير عام 2016، كما أسس المركز الدولي للاتصال الحكومي عام 2017.

## جوائز
- جائزة أبرز شخصية إعلامية لعام 2016 من جامعة الدول العربية.[2]
- تم اختياره المبعوث الإنساني لمؤسسة القلب الكبير عام 2017.[2]

## حياته الخاصة
متزوج من الشيخة بدور بنت سلطان القاسمي إبنة حاكم الشارقة الشيخ سلطان بن محمد القاسمي ولهما من الأبناء:
- الشيخة مريم بنت سلطان القاسمي
- الشيخ أحمد بن سلطان القاسمي
- الشيخة علياء بنت سلطان القاسمي
- الشيخة ميرا بنت سلطان القاسمي